# Saint-Vincent, Haute-Garonne
 Saint-Vincent  là một xã ở tỉnh Haute-Garonne vùng Occitanie tây nam nước Pháp. Xã Saint-Thomas, Haute-Garonne nằm ở khu vực có độ cao 250 mét trên mực nước biển.